# Gabon ai Giochi della XXIX Olimpiade
Il Gabon ha partecipato ai Giochi della XXIX Olimpiade di Pechino, svoltisi dall'8 al 24 agosto 2008, con una delegazione di 4 atleti.

## Atletica leggera
| Gara            | Atleta              | Batterie | Batterie | Quarti | Quarti | Semifinali | Semifinali | Finale | Finale |
| Gara            | Atleta              | Tempo    | Pos.     | Tempo  | Pos.   | Tempo      | Pos.       | Tempo  | Pos.   |
| --------------- | ------------------- | -------- | -------- | ------ | ------ | ---------- | ---------- | ------ | ------ |
| 100 m maschili  | Wilfried Bingangoye | 10"87    | 6        |        |        |            |            |        |        |
| 100 m femminili | Ruddy Zang Milama   | 11"62    | 3        | 11"59  | 7      |            |            |        |        |

## Judo
| Gara  | Atleta           | Preliminari                       | Tabellone principale | Tabellone principale | Tabellone principale | Tabellone principale | Tabellone principale | Ripescaggi | Ripescaggi | Ripescaggi | Ripescaggi |
| Gara  | Atleta           | Preliminari                       | Sedicesimi           | Ottavi               | Quarti               | Semifinali           | Finale               | 1º turno   | Quarti     | Semifinali | Finale     |
| ----- | ---------------- | --------------------------------- | -------------------- | -------------------- | -------------------- | -------------------- | -------------------- | ---------- | ---------- | ---------- | ---------- |
| 48 kg | Sandrine Ilendou | Meriem Moussa (Algeria) 0000-0011 |                      |                      |                      |                      |                      |            |            |            |            |

## Taekwondo
| Gara  | Atleta          | Ottavi                         | Tabellone principale | Tabellone principale | Tabellone principale | Ripescaggi | Ripescaggi |
| Gara  | Atleta          | Ottavi                         | Quarti               | Semifinali           | Finale               | Semifinali | Finale     |
| ----- | --------------- | ------------------------------ | -------------------- | -------------------- | -------------------- | ---------- | ---------- |
| 80 kg | Lionel Baguissi | Carlos Vásquez (Venezuela) 0-5 |                      |                      |                      |            |            |